# 沃特金斯克區

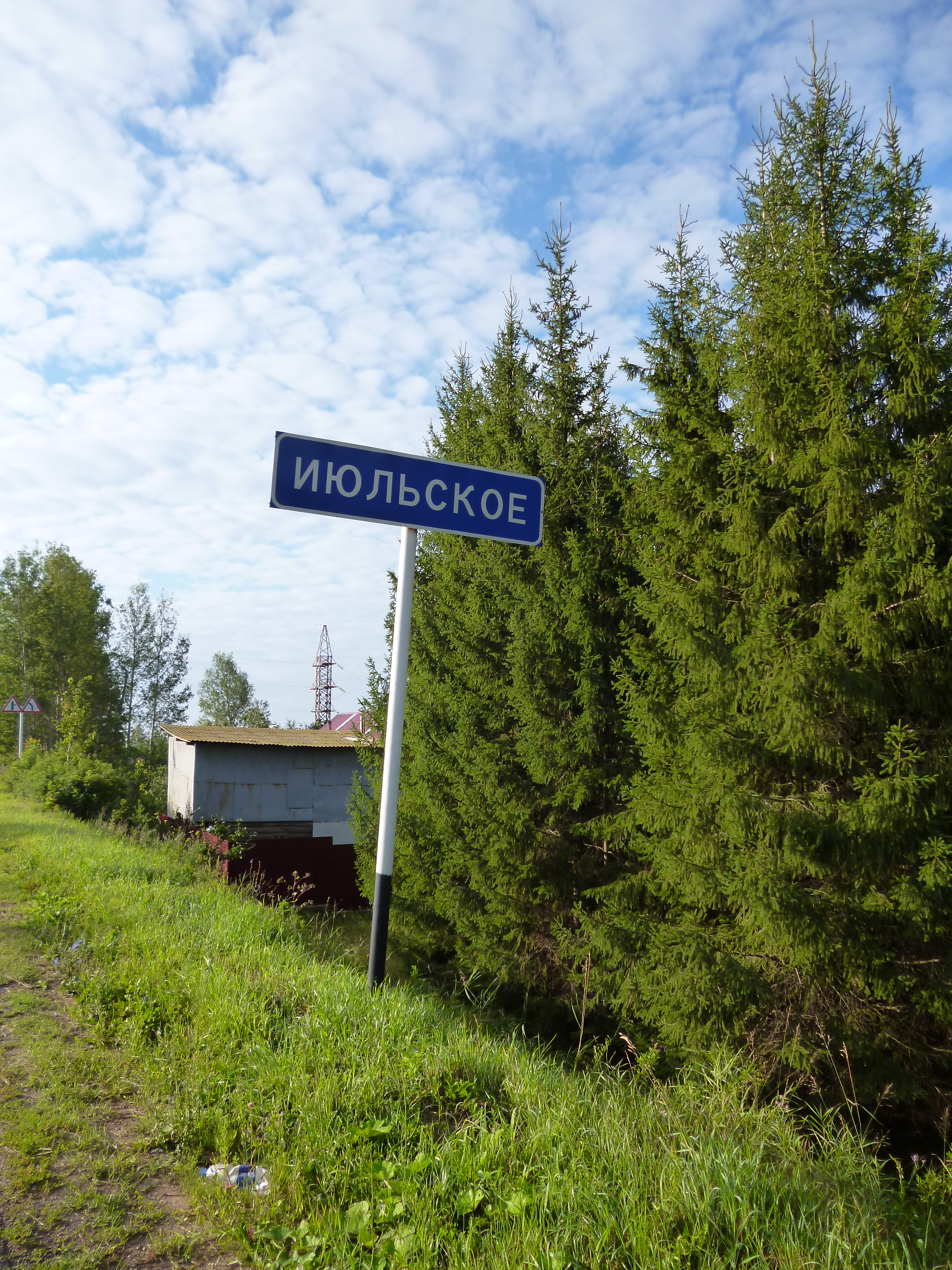

57°03′N 53°58′E / 57.050°N 53.967°E
沃特金斯克區（俄语：Воткинский район），是俄羅斯的一個區，位於該國西南部，由烏德穆爾特共和國負責管轄，面積1,863.8平方公里，2010年人口24,114，人口密度每平方公里12.94人。